# 马杜甘迪原住民区
马杜甘迪（西班牙語：Madugandí）是巴拿馬的一個市级原住民区，屬巴拿馬省，1996年成立。面積2318平方公里。2000年人口3305。